# Distintivo Panzer da Luftwaffe
O Distintivo Panzer da Luftwaffe (em alemão: Panzerkampfabzeichen der Luftwaffe) foi uma condecoração na Alemanha Nazi apenas usada pela Luftwaffe. Foi instituída no dia 3 de Novembro de 1944, pelo chefe máximo da Luftwaffe, o Reichsmarchall Hermann Göring, para honrar as tropas panzer da Divisões de Campo da Luftwaffe. Até esta altura, os militares recebiam o Distintivo Panzer, que era do Exército Alemão. Esta condecoração tinha duas classes: a primeira consistia numa coroa de folhas de prata com uma águia da Luftwaffe a voar por cima de um tanque, e a segunda era idêntica com a excepção de a coroa de folhas ser em preto. Todas as tropas de combate terrestre da Luftwaffe podiam receber esta condecoração.
O distintivo era entregue dentro de uma caixa de papel com o nome do militar escrito no exterior da caixa. O documento que oficializava a condecoração era entregue juntamente com a caixa, e nele vinha o nome do militar, o posto, unidade e a assinatura de um superior. Este distintivo era usado no bolso esquerdo do uniforme, no peito, e também tinha uma versão miniatura que podia ser usada em traje civil. Este distintivo era entregue depois de três situações de combate em três ocasiões diferentes.